# Uzarzewo

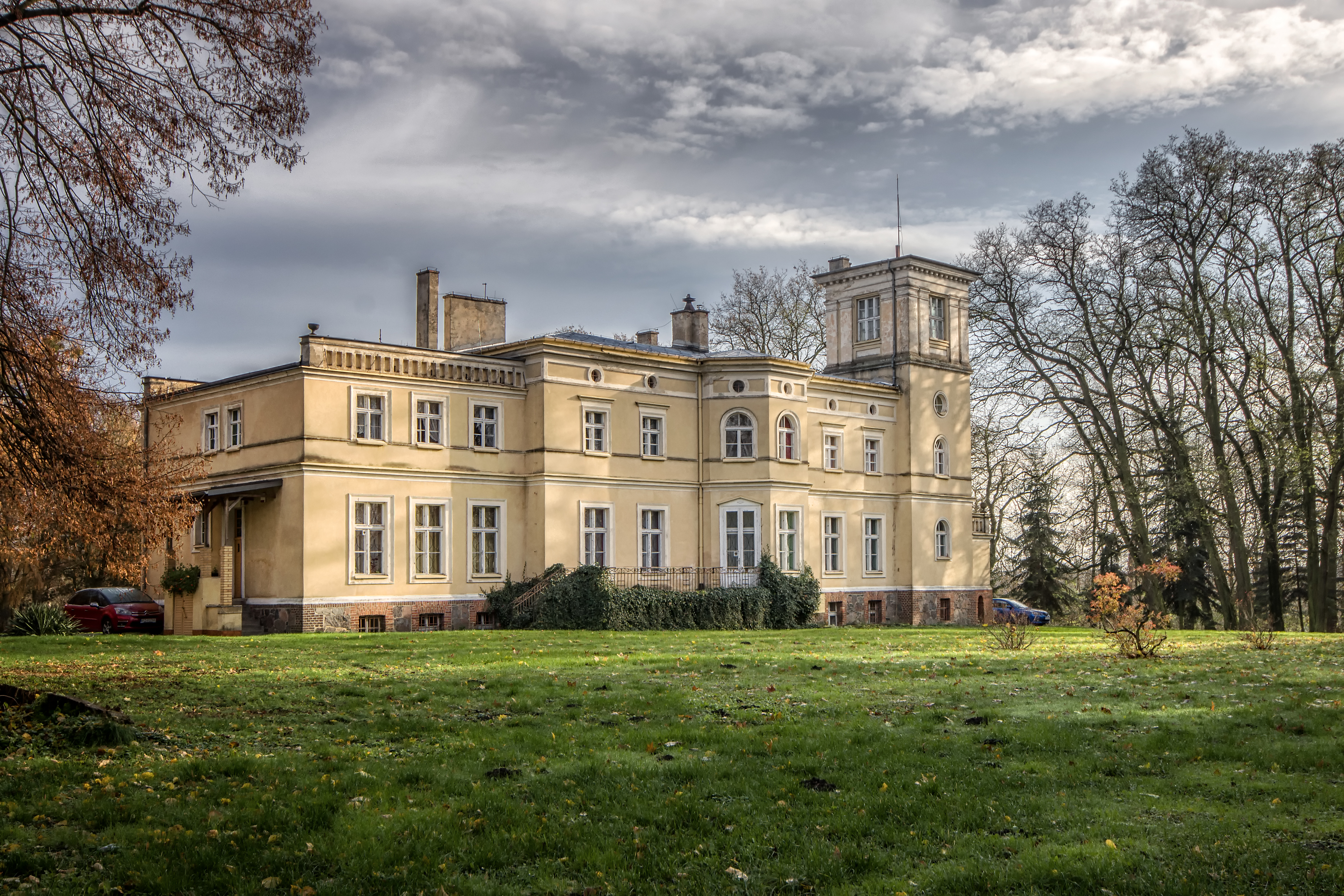
Herrenhaus von 1860 – heute Museum

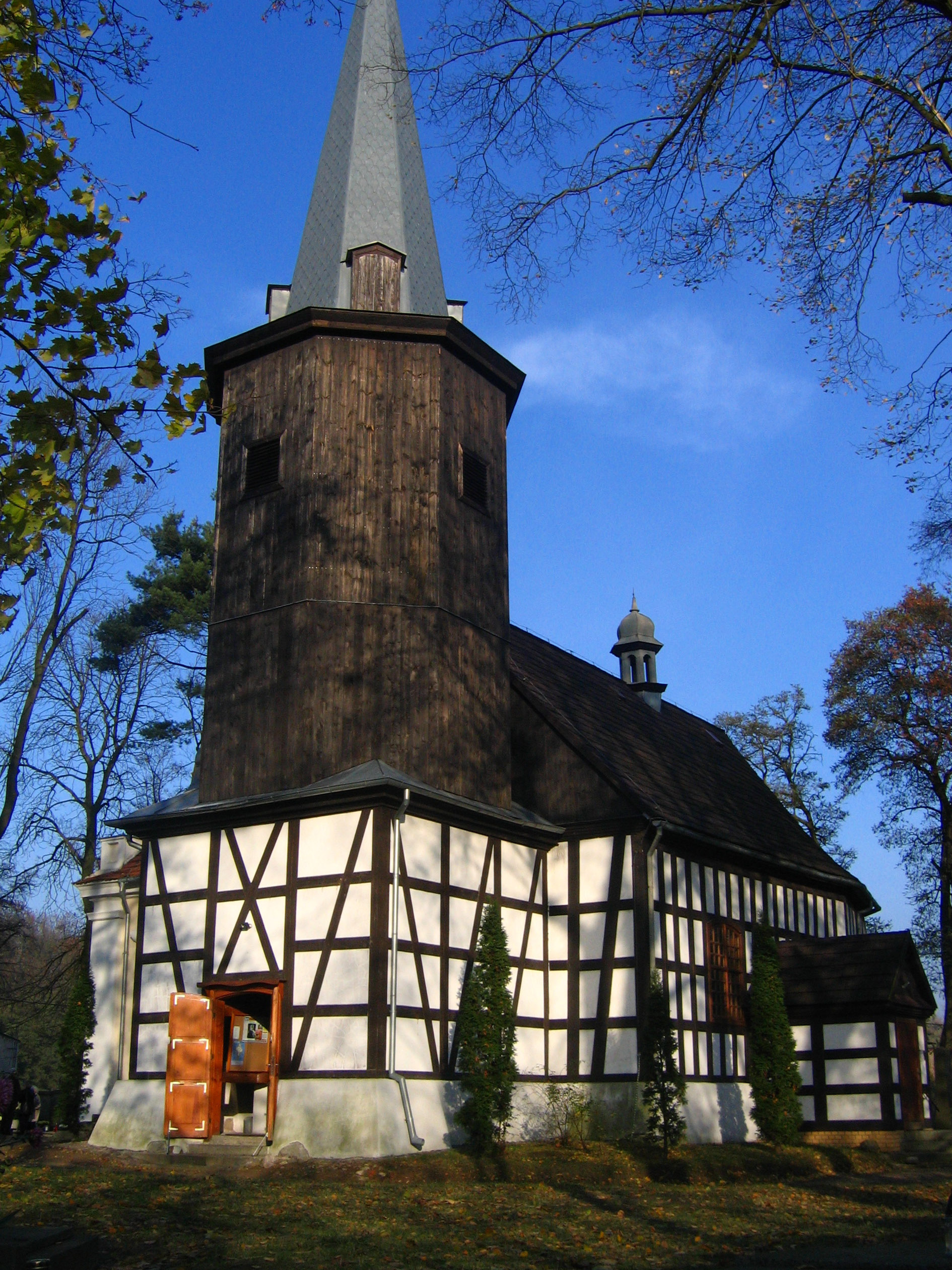
St. Michaelskirche

Uzarzewo ist ein Dorf der Gemeinde Swarzędz im Powiat Poznański in der Woiwodschaft Großpolen im westlichen Zentral-Polen. Der Ort befindet sich etwa 6 km nordöstlich von Swarzędz und 14 km nordöstlich der Landeshauptstadt Poznań an der Bahnstrecke Poznań–Toruń.

## Geschichte
Der Ort gehörte nach der Zweiten Teilung Polens 1793 zum Kreis Schroda und ab 4. Januar 1900 zum Kreis Posen-Ost. Der Ort war ein Gutsbezirk und hatte 1910 402 Einwohner.
Das Gemeindelexikon für das Königreich Preußen von 1905 gibt den Gutsbezirk 18 bewohnte Häuser auf 901,2 ha an. Die 316 Bewohner, die sich aus acht deutschsprechenden Protestanten und 308 polnischsprechenden Katholiken zusammensetzten, teilten sich auf 47 Haushalte auf.
Die evangelische Gemeinde gehörte zum Kirchspiel Jerzykowo, die katholische zum Kirchspiel Usarzewo.
Der Gutsbezirk gehörte am 1. Januar 1908 zum Polizeidistrikt Schwersens.
In den Jahren 1975 bis 1998 gehörte der Ort zur Woiwodschaft Posen.
Im ehemaligen Gutshaus ist das Muzeum Przyrodniczo-Łowieckie, eine Außenstelle des Muzeum Narodowe Rolnictwa i Przemysłu Rolno-Spożywczego (deutsch: Nationalmuseum der Landwirtschaft und der Landwirtschaftslebensmittelindustrie) untergebracht.